# 아르비드샤우르시

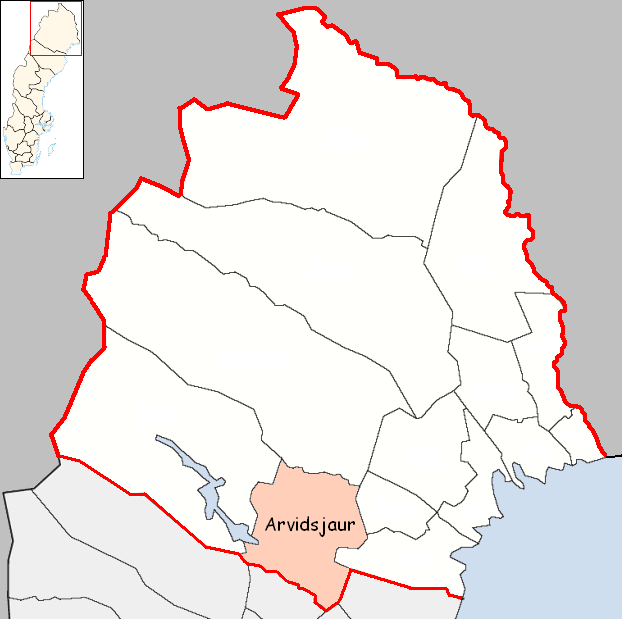
아르비드샤우르 시의 위치

아르비드샤우르시(스웨덴어: Arvidsjaurs kommun)는 스웨덴 노르보텐주에 위치한 지방 자치체로 행정 중심지는 아르비드샤우르이며 면적은 6,126.32km2, 인구는 6,442명(2016년 12월 31일 기준), 인구 밀도는 1.1명/km2이다.

시 문장